# Belvedere (Band)
Belvedere ist eine kanadische Punkrock-Band, die sich 1995 gründete und 2005 auflöste. 2012 hat sich die Band wieder zusammengefunden.

## Geschichte
Anfangs als Studioband geplant, konnte sich die Gruppe eine Fangemeinschaft aufbauen. Sie waren für ihre unglaubliche Geschwindigkeit und ihre für Punkrockverhältnisse sehr melodiös gestalteten Texte bekannt, weshalb sie auch z. B. auf der Warped Tour mitspielten. Die Band löste sich 2005 nach vier Albumveröffentlichungen und einer Abschiedstour im November desselben Jahres in Kanada auf. Das letzte Konzert fand in ihrer Heimatstadt Calgary statt.
Die letzte Tour war nicht als Abschiedstour geplant und kam auch für die belgischen Tourbegleiter Five Days Off überraschend, da sie nicht zu Ende gespielt wurde. Die Mitglieder der Band beschrieben die Situation als „müde“ und „ausgebrannt“.
Im November 2011 wurden einige Reunion Shows für 2012 in Kanada, Brasilien sowie Europa (unter anderem am Groezrock Festival) bekanntgegeben.
Ende 2015 kündigte die Band an, an einem neuen Album zu arbeiten. Ihr fünftes Studioalbum The Revenge of the Fifth wurde am 5. Mai 2016 veröffentlicht. Das Lineup der Band blieb bis auf einen Wechsel am Schlagzeug gleich. Hier wurde Graham Churchill durch Casey Lewis ersetzt.

## Diskografie
- 1998: Because No One Stopped Us
- 2000: Angels Live in My Town
- 2001: T'was Hell Said Former Child
- 2003: Hometown Advantage (Split-EP mit Downway)
- 2004: Fast Forward Eats the Tape
- 2004: Live at the Camden Underground (Live-Split-DVD mit Captain Everything! und Divit)
- 2016: The Revenge of the Fifth

## Neue Bandprojekte
Steve Rawles und Graham Churchill gründeten 2007 zusammen mit John Meloche von Forty Cent Fix und Shawn Kilgrain von Drive by Punch eine Band namens This Is a Standoff, die sich 2012 wieder auflöste. Das erste Album Be Excited erschien am 9. Oktober 2007. Das zweite Album Be Disappointed erschien am 31. März 2009. Zudem kam am 1. September 2011 noch eine EP raus, die Be delighted hieß. Scott Marshall und Jason Sinclair spielen jetzt in der Indie-Band Fallout Frequency.